# Congressional Black Caucus

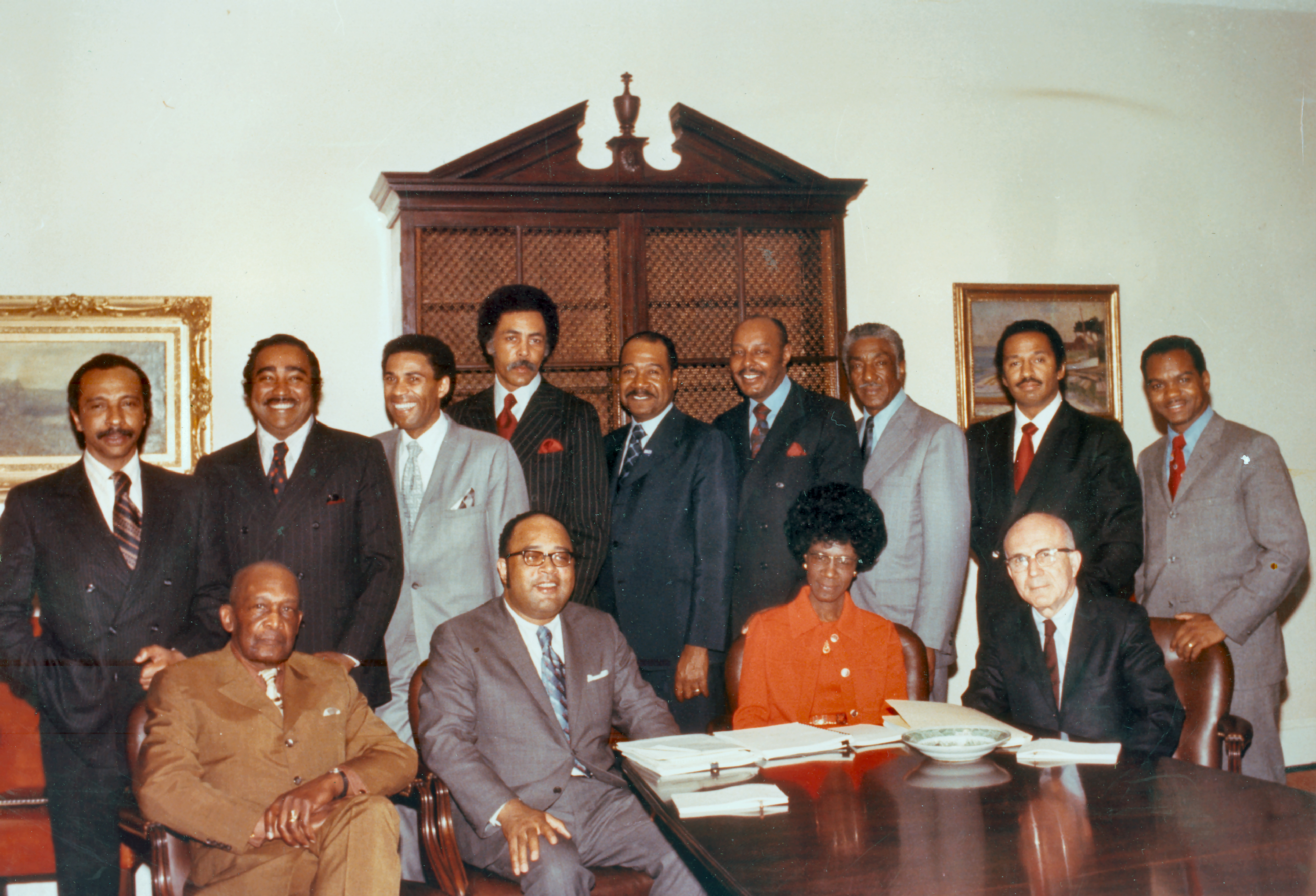
De 13 oprichters

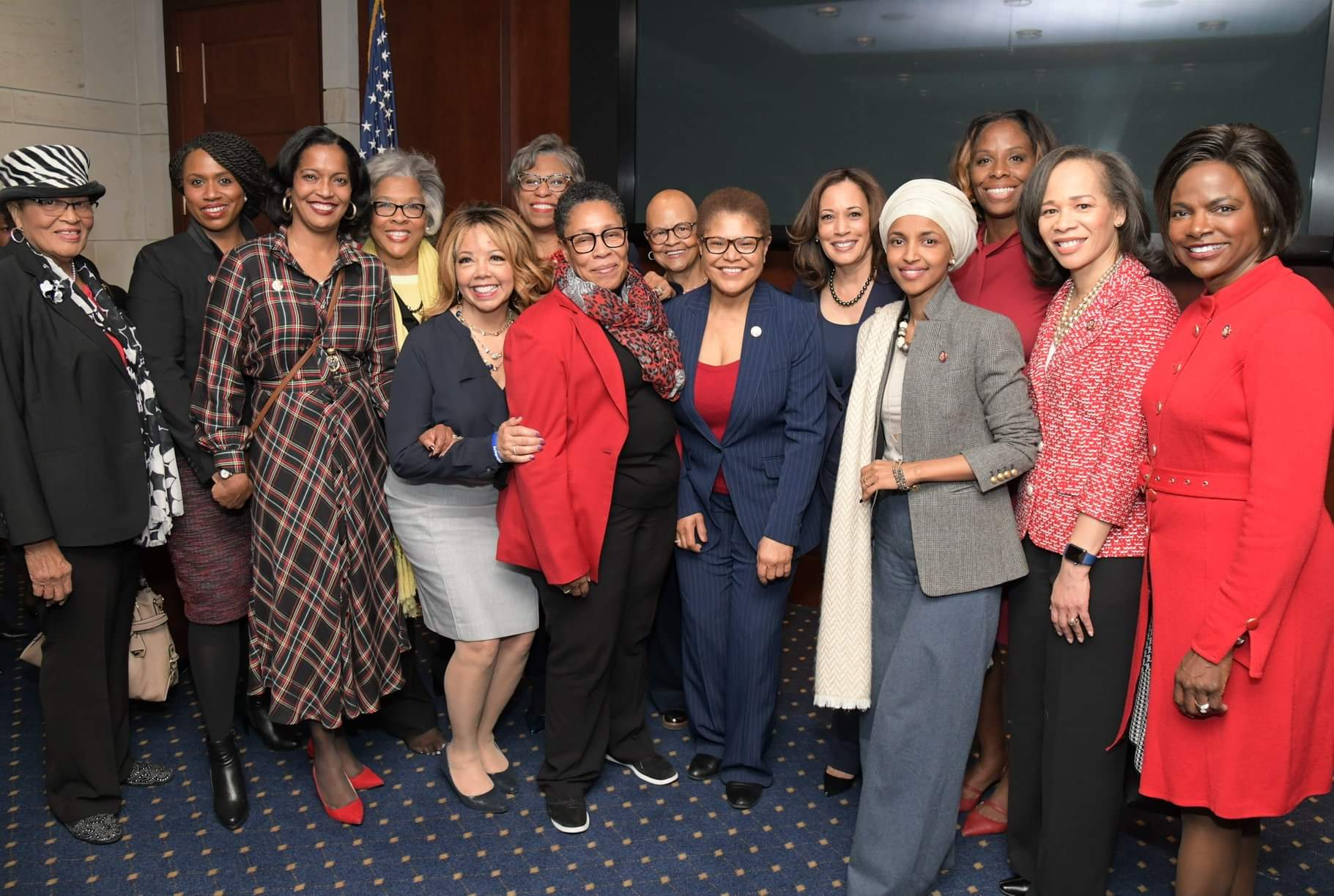
Enkele vrouwelijke caucus-leden in 2019

De Congressional Black Caucus is een groepering (caucus) van Afro-Amerikaanse verkozenen in het Amerikaans Congres.
De caucus is niet-partijgebonden en heeft geen uitgesproken ideologisch profiel. Verkozenen sluiten zich aan om de levens van Afro-Amerikanen positief te beïnvloeden, onder andere door in te zetten op hoogwaardige gezondheidszorg en pensioenen voor iedere Amerikaan en het verschil in economische en onderwijskansen te verkleinen.
Hoewel de caucus niet-partijgebonden is, heeft ze sinds de oprichting in 1971 voornamelijk Democratische leden gehad; slechts 4 Republikeinen sloten zich aan. In het 116e Amerikaans Congres (2019–2021) telt de caucus 50 stemgerechtigde en 2 niet-stemgerechtigde leden in het Huis van Afgevaardigden en 2 in de Senaat. Ze zijn allen Democraat. Sinds 2019 is Karen Bass voorzitter.

## Huidige leden
| Senaat                  |                      |                                                              |
| Senator                 | Partij               | Staat                                                        |
| Cory Booker             | Democratische Partij | New Jersey                                                   |
| Kamala Harris           | Democratische Partij | Californië                                                   |
| Huis van Afgevaardigden |                      |                                                              |
| Afgevaardigde           | Partij               | Congresdistrict                                              |
| Alma Adams              | Democratische Partij | North Carolina – 12e                                         |
| Colin Allred            | Democratische Partij | Texas – 32e                                                  |
| Karen Bass              | Democratische Partij | Californië – 37e                                             |
| Joyce Beatty            | Democratische Partij | Ohio – 3e                                                    |
| Sanford Bishop          | Democratische Partij | Georgia – 2e                                                 |
| Lisa Blunt Rochester    | Democratische Partij | Delaware – at-large                                          |
| Anthony Brown           | Democratische Partij | Maryland – 4e                                                |
| G. K. Butterfield       | Democratische Partij | North Carolina – 1e                                          |
| Andre Carson            | Democratische Partij | Indiana – 7e                                                 |
| Yvette Clarke           | Democratische Partij | New York – 9e                                                |
| William Lacy Clay Jr.   | Democratische Partij | Missouri – 1e                                                |
| Emanuel Cleaver         | Democratische Partij | Missouri – 5e                                                |
| Jim Clyburn             | Democratische Partij | South Carolina – 6e                                          |
| Danny Davis             | Democratische Partij | Illinois – 7e                                                |
| Antonio Delgado         | Democratische Partij | New York – 19e                                               |
| Val Demings             | Democratische Partij | Florida – 10e                                                |
| Dwight Evans            | Democratische Partij | Pennsylvania – 2e                                            |
| Marcia Fudge            | Democratische Partij | Ohio – 11e                                                   |
| Al Green                | Democratische Partij | Texas – 9e                                                   |
| Alcee Hastings          | Democratische Partij | Florida – 20e                                                |
| Jahana Hayes            | Democratische Partij | Connecticut – 5e                                             |
| Steven Horsford         | Democratische Partij | Nevada – 4e                                                  |
| Hakeem Jeffries         | Democratische Partij | New York – 8e                                                |
| Eddie Bernice Johnson   | Democratische Partij | Texas – 30e                                                  |
| Hank Johnson            | Democratische Partij | Georgia – 4e                                                 |
| Robin Kelly             | Democratische Partij | Illinois – 2e                                                |
| Brenda Lawrence         | Democratische Partij | Michigan – 14e                                               |
| Al Lawson               | Democratische Partij | Florida – 5e                                                 |
| Barbara Lee             | Democratische Partij | Californië – 13e                                             |
| Sheila Jackson Lee      | Democratische Partij | Texas – 18e                                                  |
| John Lewis              | Democratische Partij | Georgia – 5e                                                 |
| Lucy McBath             | Democratische Partij | Georgia – 6e                                                 |
| Donald McEachin         | Democratische Partij | Virginia – 4e                                                |
| Gregory Meeks           | Democratische Partij | New York – 5e                                                |
| Gwen Moore              | Democratische Partij | Wisconsin – 4e                                               |
| Joe Neguse              | Democratische Partij | Colorado – 2e                                                |
| Eleanor Holmes Norton   | Democratische Partij | Washington D.C. – at-large (niet-stemgerechtigd)             |
| Ilhan Omar              | Democratische Partij | Minnesota – 5e                                               |
| Donald Payne            | Democratische Partij | New Jersey – 10e                                             |
| Stacey Plaskett         | Democratische Partij | Amerikaanse Maagdeneilanden – at-large (niet-stemgerechtigd) |
| Ayanna Pressley         | Democratische Partij | Massachusetts – 7e                                           |
| Cedric Richmond         | Democratische Partij | Louisiana – 2e                                               |
| Bobby Rush              | Democratische Partij | Illinois – 1e                                                |
| Bobby Scott             | Democratische Partij | Virginia – 3e                                                |
| David Scott             | Democratische Partij | Georgia – 13e                                                |
| Terri Sewell            | Democratische Partij | Alabama – 7e                                                 |
| Bennie Thompson         | Democratische Partij | Mississippi – 2e                                             |
| Lauren Underwood        | Democratische Partij | Illinois – 14e                                               |
| Marc Veasey             | Democratische Partij | Texas – 33e                                                  |
| Maxine Waters           | Democratische Partij | Californië – 43e                                             |
| Bonnie Watson Coleman   | Democratische Partij | New Jersey – 12e                                             |
| Frederica Wilson        | Democratische Partij | Florida – 24e                                                |